# Digoxina
Digoxina é um fármaco utilizado no tratamento de problemas cardíacos. É um digitálico, ou seja, um glicosídeo cardiotônico, e é proveniente da planta (Digitalis lanata). Tem efeito  inotrópico positivo, ou seja, aumenta a força de contracção cardíaca Seu modo de acção é por meio da ligação reversível à Na+/K+ ATPase. Ao inibi-la, a digoxina aumenta a quantidade de sódio no cardiomiócito. Isto vai aumentar a eficiência do trocador de sódio-cálcio (liberta 3 Na+ por 1 Ca2+ que vem para o meio intracelular), aumentando assim a concentração intracelular de cálcio. Desta forma vai haver um aumento da concentração de cálcio no interior da célula, o qual vai ser armazenado no reticulo sarcoplasmático, aumentando assim a quantidade de cálcio disponivel em cada potencial de acção. Consequentemente aumenta a força de contracção do coração (efeito inotrópico positivo) e diminui a frequência cardíaca (pois mais cálcio significa um maior período refractário).O meio pela qual é eliminada é normalmente pelo rim, e é nefrotóxica.
A digoxina pode ser utilizada no tratamento da insuficiência cardíaca e da taquicardia. 
Para o tratamento da insuficiência cardíaca a digoxina é por vezes tomada juntamente com diuréticos, os quais vão diminuir a concentração de potássio no plasma, aumentando assim os efeitos da digoxina (visto que diminui a competição no sítio de ligação do potássio na bomba Sódio/Potássio-ATPase). Este efeito combinado pode provocar arritmias.
Digoxina é um fármaco digitálico, sendo estes potencialmente tóxicos para o corpo humano. Seu uso vem sendo reduzido drasticamente devido aos efeitos colaterais

## Interações
A digoxina diminui o nível ou os efeitos da penicilina G sódica devido à alteração da flora intestinal.